# Araneus tsurusakii
Araneus tsurusakii är en spindelart som beskrevs av Akio Tanikawa 200. Araneus tsurusakii ingår i släktet Araneus och familjen hjulspindlar. Inga underarter finns listade i Catalogue of Life.